# Skoki do wody na Letnich Igrzyskach Olimpijskich 1904 – trampolina indywidualnie mężczyzn
Skoki z trampoliny były jedną z dwóch konkurencji skoków do wody rozgrywanych podczas III Letnich Igrzysk Olimpijskich w Saint Louis. Zawody odbyły się 7 września 1904 r.
W zawodach wzięło udział pięciu zawodników: trzech Niemców i dwóch Amerykanów. Frank Kehoe i Alfred Braunschweiger uzyskali tę samą notę i mieli rozegrać dogrywkę o brązowy medal. Braunschweiger jednak odmówił udziału twierdząc, że jego skoki były wyraźnie lepsze. W tej sytuacji brązowy medal przypadł Kehoe. Jednak dwa lata później oficjalnie ogłoszono, że obaj skoczkowie zajęli to samo miejsce. Międzynarodowy Komitet Olimpijski wymienia tylko Kehoe jako medalistę.

## Wyniki
| Pozycja | Zawodnik              | Odległość w metrach |
| ------- | --------------------- | ------------------- |
| 1.      | George Sheldon        | 12,66               |
| 2.      | Georg Hoffmann        | 11,66               |
| 3.      | Frank Kehoe           | 11,33               |
| 4.      | Alfred Braunschweiger | 11,33               |
| 5.      | Otto Hooff            | b.d.                |